# Bajkál–Amur-vasútvonal
A Bajkál–Amur-vasútvonal, rövidítve BAM (oroszul: БАМ – Байкало-Амурская магистраль) egyike a Föld leghosszabb és legjelentősebb vasútvonalainak. Szélsőséges időjárási és geológiai környezetben épült. Kelet-Szibériának és a orosz Távol-Keletnek a Transzszibériai vasútvonal mellett a legjelentősebb közlekedési artériája. Hossza 3819 km. Az Irkutszki területen lévő Tajsetet köti össze az Amur melletti Komszomolszk-na-Amure várossal.

## A nyomvonal
A vasútvonal teljes hossza a Komszomolszk-na-Amurét Szovjetszkaja Gavannyal összekötő 468 km hosszú szakasszal együtt 4324 km. A Transzszibériai vasútvonalból Tajsetnél ágazik ki. Bratszknál keresztezi az Angarát, Uszty-Kut mellett a Lénát. Északról megkerüli a Bajkál tavat. Komszomolszk-na-Amurénél keresztezi az Amurt és Szovjetszkaja Gavanynál éri el a Csendes-óceánt.
A vasútvonal nagyobbrészt középhegységekben halad. Legmagasabb pontja a Mururinszkij-hágó (1316,93 méter). A BAM-on nyolc alagút épült, ezek közül az Észak-mujszki Oroszország leghosszabb alagútja. Keresztez továbbá 11 jelentős folyót, és a terepviszonyok bonyolultságát jelzi, hogy 2230 kisebb és jelentősebb hídon halad keresztül. A vasútvonal nyugati része villamosított (Takszimo állomásig). A keleti részen dízelvontatást alkalmaznak.

## Az építkezés

### Az építkezés első szakasza
A BAM építését elrendelő határozatot a Szovjetunió kormánya (A Népbiztosok Tanácsa) 1932-ben hozta. A vasútvonal építését elsődlegesen stratégiai megfontolások indokolták, mivel a Transzszibériai vasútvonal nyomvonala túlzottan közel van a kínai határhoz. A tervezés és a tervezett nyomvonal feltárása még ebben az évben elkezdődött. Ezt követően három, a leendő vasútvonalat a Transzszibériai vasútvonallal összekötő szárnyvonal építésével folytatódtak a munkák. 1937-ben rögzítették a végleges nyomvonalat, 1938-ban kezdődött az építkezés Tajset és Bratszk között a nyugati oldalon, és 1939-ben a keleti oldalon Komszomolszk-na-Amure és Szovjetszkaja Gavany között.
1942 januárjában leállították az építkezést. A síneket, hídszerkezeteket részben visszabontották és a Sztálingrád–Szaratov–Uljanovszk frontvasút (a sztálingrádi front utánpótlásának biztosítására épített alkalmi vasútvonal) építkezésénél használták fel.
A nagy honvédő háborút követően létrehozták az AMURLAG Javítómunka-tábort. Az építkezést egészen 1953-ig, a gulag rendszer felszámolásáig, az AMURLAG foglyai végezték. Dolgozott itt Menczer Gusztáv magyar politikai fogoly is. Ez alatt az idő alatt elkészült a Komszomolszk–Berjozovij (Posztisevo) szakasz. A Komszomolszk-na-Amure és Szovetszkaja Gavany közötti 460 km-es szakaszt 1945-ben, a Tajset–Bratszk–Uszty-Kut (Léna) szakaszt pedig 1950-ben adták át a forgalomnak. Ezt követően a további munkálatokat felfüggesztették.

### Az építkezés második szakasza
Az építkezés folytatásáról a Szovjetunió Minisztertanácsa 1974. július 8-án kelt kormányhatározatával döntött. Ez egy 3100 km hosszú elsőosztályú vasúti fővonal építését rendelte el, Tajset és Uszty-Kut között második vágány építését, és a Tinda–Berkut között hiányzó 400 km megépítését.
1970-es években a BAM építkezését összszövetségi komszomolista építkezéssé nyilvánították. Ennek megfelelően fiatalok tízezreit irányították az ország minden részéből a építkezés mentén elhelyezkedő komszomolista építőtáborokba. Ekkor terjedtek el azok a viccek, amely szerint a BAM jelentése: Brezsnyev Átveri a Fiatalságot (oroszul: БАМ — "Брежнев Абманывает Молодёжь".)
Az építkezés 12 évig tartott és 1984. október 27-én fejezték be. A menetrendszerű forgalom a teljes hosszon csak 1989. november 1-jén indult el.
Az Észak-Mujszki alagút csak 2003-ban került átadásra. Ez az alagút egy 30 km hosszú nagy szintkülönbségű szakaszt váltott ki.

## A BAM napjainkban
Az építkezés napjainkban is folytatódik. Befejeződött a Tindából kiinduló Jakutszk felé vezető Amur–Jakutszk-vasútvonal (AJaM) építése. A vasútvonal első szakaszát Aldan és Tommot között már 2004-ben átadták, és 2009 áprilisától a vonatok már Amgáig közlekedtek. A Nyizsnyij Besztyah állomásig tartó utolsó északi szakaszt hivatalosan 2019. július 27-én adták át.
2023. november 29-én az észak-mujai alagútban egy teherszerelvény alatt robbanás történt és tűz keletkezett. Az esetet hivatalosan terrorakciónak minősítették. A vonat elsősorban dízelolaj üzemanyagot szállított. Az 50 kocsiból álló szerelvényből 14-et sikerült kivontatni, a többi az alagútban rekedt a deformálódott sínek és a kiömlött üzemanyag miatt. A vasúti közlekedést az elkerülő sínpályára terelték. Az Észak-mujai-hegységen átvezető alagutat 2003-ban adták át, ez Oroszország leghosszabb vasúti alagútja (15,3 km).

## Képgaléria

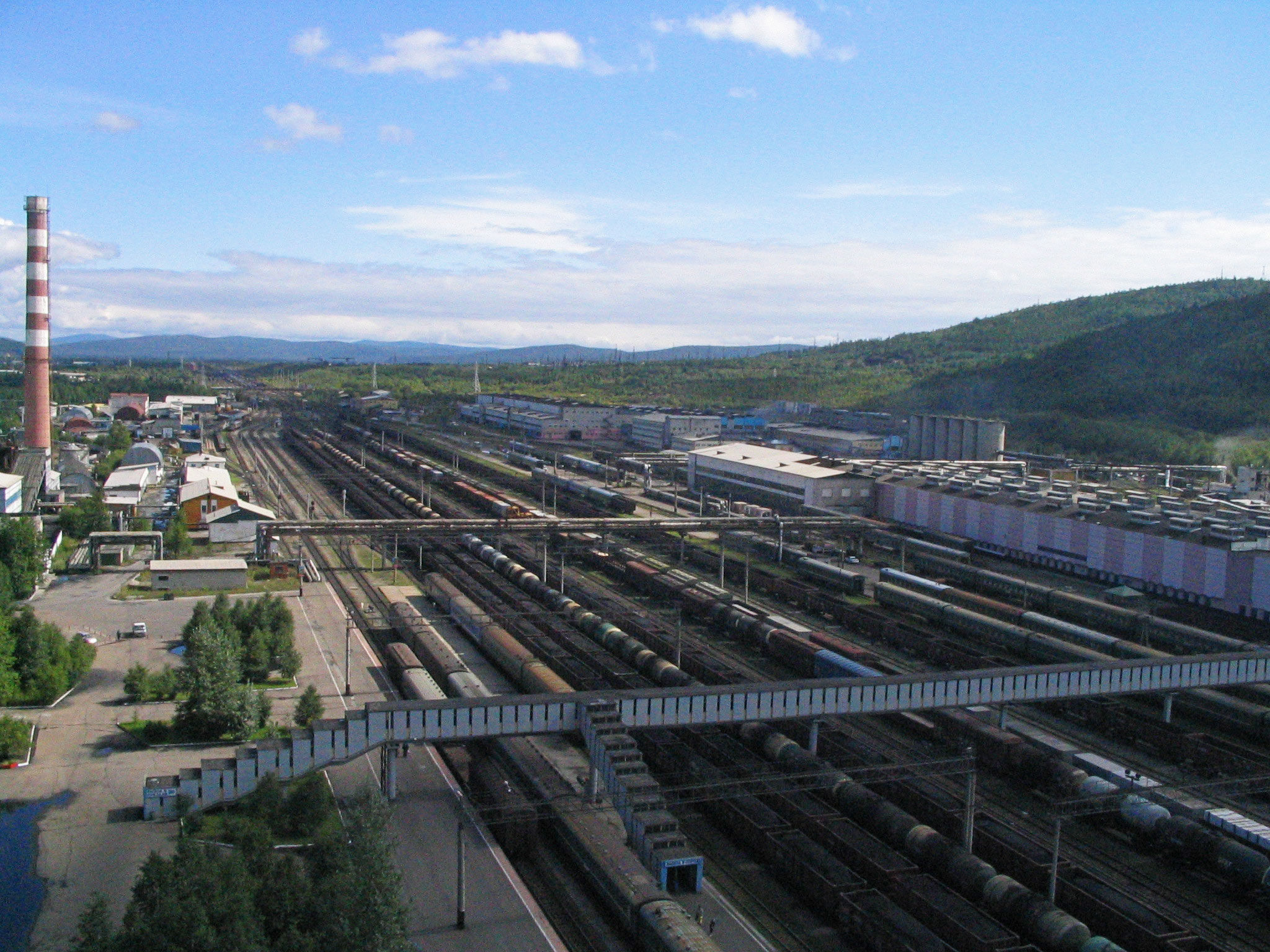
Tinda
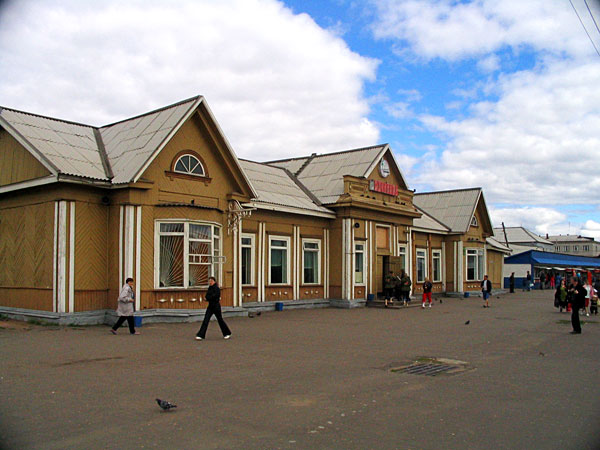
Vihorevka
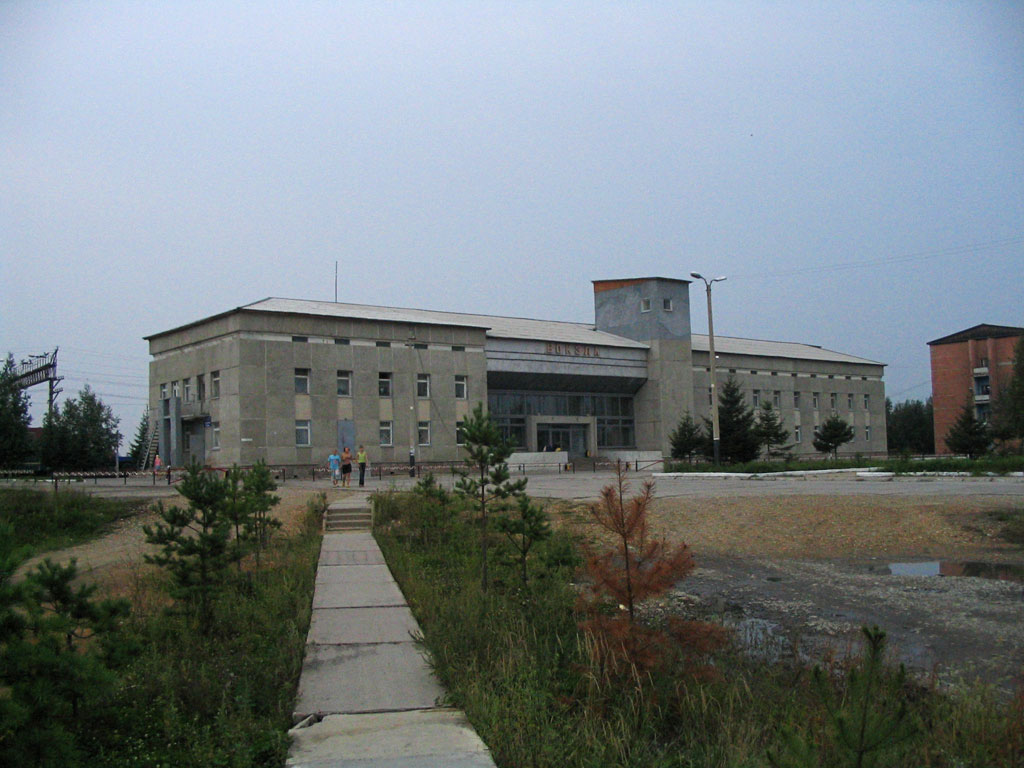
Fevralszk
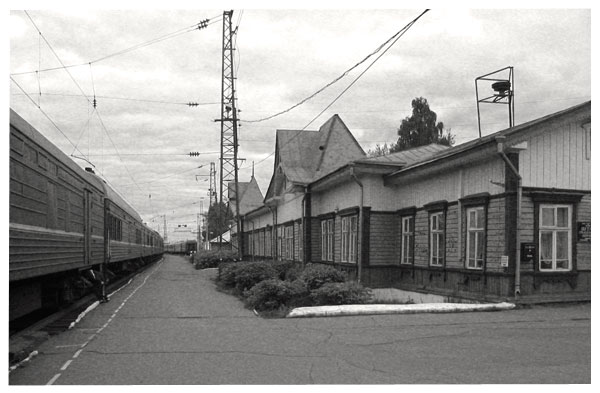
Tajset
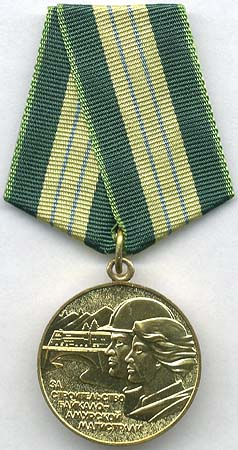
A BAM építésért adományozott kitüntetés